# Heideck
Heideck (pronunciación en alemán: /ˈhaɪ̯dɛk/ⓘ), ciudad de Baviera ubicada a 35 km de Núremberg en la región administrativas (Regierungsbezirk) de Franconia Media. Tiene 5.000 habitantes aproximadamente.

## Historia
En el siglo XVI, Heideck fue administrada temporalmente por la ciudad imperial de Núremberg y desde 1806 perteneció al Reino de Baviera.

## Geografía
La ciudad está ubicada en el sur de Franconia Media entre Rothsee y Brombachsee en el valle de Kleine Roth a una altitud de 407 m sobre el nivel del mar. Al sur del área urbana, el terreno se eleva abruptamente hacia el Jura Francón y alcanza una altura de 607 m sobre el nivel del mar en Schloßberg. La principal cuenca europea corre al sur de la parte de Selingstadt del municipio. Al norte, todas las aguas desembocan en el Mar del Norte, y al sur, en el Mar Negro.